# Juraj Kuráň
Juraj Kuráň (* 11. srpna 1988, Senec) je  bývalý slovenský fotbalový záložník, naposledy působil v již neexistujícím klubu FC Petržalka 1898.

## Fotbalová kariéra
Celou svoji kariéru strávil na rodném Slovensku. Svoji fotbalovou kariéru začal v FC Senec. Mezi jeho další kluby patří: ŠK Slovan Bratislava, FC Petržalka 1898, FC ViOn Zlaté Moravce a FK DAC 1904 Dunajská Streda. Kariéru ukončil v létě 2014.

## Trenenská kariéra
Kuráň vlastnil trenérskou licenci UEFA B, patrně ji však nevyužil.